# Galantici
Galantici (Galantiči in sloveno pronuncia [ɡaˈlaːntitʃi]) è un insediamento (naselje) di 18 abitanti, della municipalità di Capodistria della regione statistica Carsico-litoranea della Slovenia.
L'area faceva tradizionalmente parte della regione storica del Litorale, ora invece è inglobata nella regione Carsico-litoranea.

## Storia
L'insediamento si è separato da Poletici nel 1997 diventando un insediamento a sé stante.